# 鄭衆 (宦官)
鄭 衆（てい しゅう、? - 114年）は、後漢の宦官。字は季産。荊州南陽郡犨県（現在の河南省平頂山市魯山県）の人。和帝と協力して外戚の竇憲を誅殺したことで知られる。後漢末まで国家の患いとなった外戚と宦官の対立は鄭衆にはじまる。
大司農になった後漢初の鄭衆とは無関係。

## 略歴
章帝時期に中常侍になった。
章和2年（88年）に和帝は数え年10歳で即位し、実際の政治は竇太后とその一族によって行われた。とくに永元3年（91年）に竇憲が匈奴を破ってからは竇憲の権威が強くなったが、鄭衆は竇憲にへつらわなかったので、和帝に信用された。
永元4年（92年）、和帝は兄の清河王劉慶を介して薄昭や竇嬰の故事にならって竇憲を撃つように鄭衆に告げた。鄭衆が主になって竇氏一族を誅殺すると、その功によって大長秋に昇任した。永元14年（102年）には鄛郷侯に封ぜられた。宦官が侯になる例は鄭衆にはじまる。
その後、鄭衆や同じ宦官の蔡倫らに権力が集中した。安帝が即位して間もない永初元年（107年）に、司空の周章が外戚の鄧氏一族と鄭衆・蔡倫を除こうとしたが、露見して自殺する事件が起きた。
元初元年（114年）に没した。養子の鄭閎が後をついだ。養子が宦官の後をつぐことは後に制度化された。